# José Luis Díaz
José Luis Díaz (Matanzas, 26 maggio 1970) è un ex cestista cubano.

## Carriera
Con Cuba ha disputato i Campionati mondiali del 1994.